# شهناز عبد الله
شهناز عبد الله، إعلامية لبنانية «المذيعة الكلاسيكية» قدمت العديد من البرامج على تلفزيون المستقبل 
.

## حياتها الخاصة
ولدت في بيئة ريفية وتقبل أهلها ظهورها في الإعلام ، درست تخصص علم النفس وحاصلة على الماجيستير فيها كما درست الأدب الفرنسي لعامين 

### حياتها الأسرية
متزوجة ولديها ابن اسمه «عبود»

## مشوارها المهني
انطلاقتها كانت تلفزيون المستقبل في هذه المحطة تدرّجت خطوة خطوة، من مذيعة ربط، إلى مقدمة برامج مثل «نجوم المستقبل» «عالم الصباح» و«الليل المفتوح» و«خليك بالبيت» والذي قدمته إلى جانب زميلها زاهي وهبي حيث كونت معه ثنائيا حققت خلاله شهرة كبيرة  غابت عن الشاشة وطالتها الاشاعات الكثيرة التي تناولت، اذ تردد انه يعود لخلاف حاصل ما بينها وبين إدارة المحطة العاملة فيها وانها تزوجت وهي بصدد الاعتزال والتفرغ للزوج، اوضحت حينها ان كل ما ذكر غير صحيح وان غيابها يعود لاسباب صحية اذ تعرضت لوعكات بالجملة مما استدعاها أخذ اجازة طويلة ترتاح فيها لتستعيد نشاطها من جديد.وكانت قد عانت من آلام في إحدى عينيها مما استدعى خضوعها لعلاج خاص وكذلك إلى كسر في القدم تعرضت له اثناء برنامج «مشاهير» الذي كانت تعد لاطلاقه عام 2002 عاودت عملها من جديد بعد انقطاع دام حوالي السنتين بتقديم برنامج «موعود» الذي يستضيف مساء كل جمعة فناناً معيناً فتلقي الضوء على أهم محطاته الفنية، ويتخلل الحلقة حوار جدي وتمرير اغاني قديمة له تغنيها وترقص عليها فرقة سامي خوري للفنون. كما يتضمن فقرة خاصة بصحافي أو ناقد أو كاتب لبناني يشارك في طرح الاسئلة على طريقته  وحين قدمت برنامجاً خاصاً بها حمل عنوان “موعود”، لم يلقَ النجاح المطلوب، فغابت عن شاشة “المستقبل”. وقتها، صرّحت بأنّها ستنتقل إلى قناة “الحرة” حيث تفضل تقديم نشرات الأخبار والبرامج السياسية. إلا أنها لم تطلّ على “الحرة” بل غابت كلياً عن الساحة الإعلامية.